# 캐머런 커프
캐머런 커프(영어: Cameron Cuffe, 1993년 4월 1일 ~ )는 잉글랜드의 배우이다.